# Luis Cueto Ortiz
Luis Alfredo Cueto Ortiz (Melipilla, Chile, 11 de junio de 1962) es un exfutbolista chileno. Jugaba como delantero y es uno de los máximos ídolos de Deportes Melipilla.

## Trayectoria
Oriundo de Melipilla, comenzó a jugar al fútbol en el Club Ignacio Serrano de su ciudad natal.En 1980 se unió a San Antonio Unido, donde militó hasta 1983. En 1984 firma para Soinca Bata, que se encontraba en la entonces Cuarta División chilena (hoy Tercera División B), logrando campeonar en la división. La campaña del delantero fue tan destacada que Ignacio Prieto solicitó su fichaje para Universidad Católica.
Se mantuvo uno meses en el equipo cruzado, pues al no tener cabida en el club católico el segundo semestre de 1985 firma por San Luis, en donde se mantuvo hasta fines de 1986. En 1987 regresa a Soinca Bata, formando parte del plantel que desciende a Tercera División. En 1988, firma para Deportes Temuco, regresando la temporada siguiente a Soinca.
Tras el traspaso de los derechos federativos de Soinca Bata a Deportes Melipilla, el joven equipo logra en 1992 ascender a la Primera División tras terminar en el segundo puesto de la Liguilla de Promoción. En 1993 forma parte de la primera campaña de Los Potros en la Primera división, junto a jugadores como Rubén Dundo, Mario Araya, Emiliano Astorga, Aníbal Pinto, entre otros. Se retiró del fútbol profesional a fines de 1999.

## Clubes
| Club                 | País  | Año       |
| -------------------- | ----- | --------- |
| San Antonio Unido    | Chile | 1980-1983 |
| Soinca Bata          | Chile | 1984      |
| Universidad Católica | Chile | 1985      |
| San Luis             | Chile | 1985-1986 |
| Soinca Bata          | Chile | 1987      |
| Deportes Temuco      | Chile | 1988      |
| Soinca Bata          | Chile | 1989-1991 |
| Deportes Melipilla   | Chile | 1992-1999 |

## Palmarés

### Campeonatos nacionales
| Título             | Club        | País  | Año  |
| ------------------ | ----------- | ----- | ---- |
| Tercera División B | Soinca Bata | Chile | 1984 |